# Avro Lincoln
El  Avro 694 Lincoln fue un cuatrimotor de bombardero pesado británico. Realizó su primer vuelo el 9 de junio de 1944, y entrada en servicio en agosto de 1945, muy tarde para usarse en acción. Fue el último bombardero con motores a pistón en servicio con la RAF, de los que se construyeron 586 ejemplares. También sirvió en las Fuerzas Aéreas de Argentina y Australia.

## Diseño y desarrollo

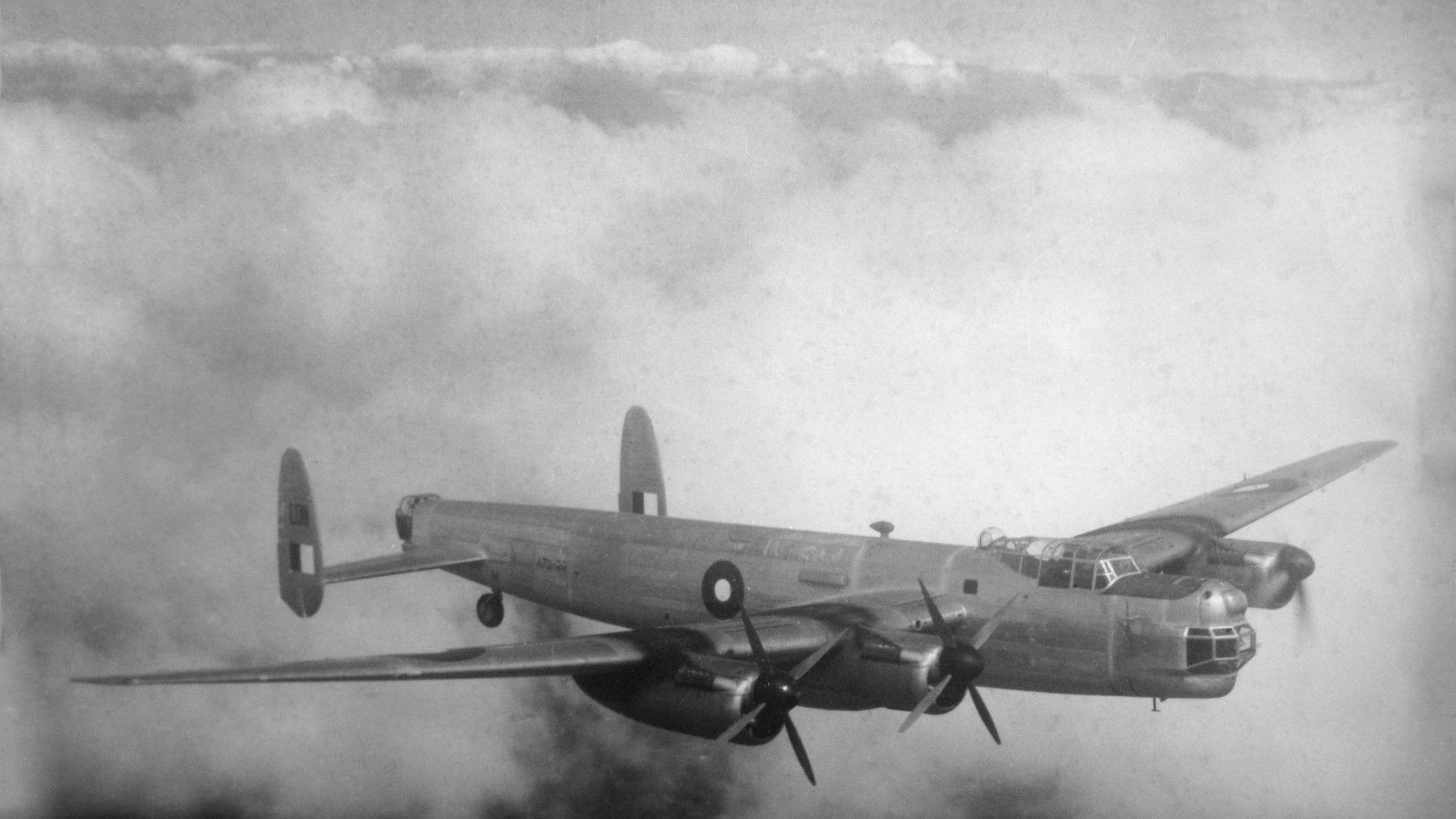
El Avro Lincoln A73-20 se realiza una prueba de vuelo con ambos motores de estribor en bandera.

### Orígenes
Aunque en 1943 el Avro Lancaster continuaba siendo el más importante del potencial ofensivo del Mando de Bombardeo, el Ministerio del Aire publicó la especificación B14/43 que buscaba un bombardero pesado con motor de pistón mejorado para reemplazar a los bombarderos de cuatrimotores, como el Short Stirling , Handley Page Halifax y Avro Lancaster. La planta motriz prevista consistía en los motores sobrealimentados de dos etapas Rolls-Royce Merlin 85 de 1750 HP. Se utilizaron una cierta a cantidad de componentes del Lancaster, pero, el número de cambios fue de tal magnitud que finalmente el avión fue designado Avro 694 Lincoln. Entre los cambios más importantes cabe señalar un fuselaje agrandado que se adaptaba a mayores cargas de combustible y bombas y permitía el transporte de hasta 4,5 toneladas de diversos armamentos y accesorios de equipos. Como resultado de estos cambios, tendría un techo operacional más alto y un mayor alcance que su predecesor el Lancaster, siendo capaz de una altitud máxima de 10 670 m y una autonomía máxima de 7160 km, mayor alargamiento de las alas, armamento más pesado, y en consecuencia al tener más peso bruto fue necesario reforzar el tren de aterrizaje.
El primer prototipo Lancaster IV voló sin armamento el 9 de junio de 1944, siendo entregado para las pruebas de servicio el día 13. En un principio se le instaló una torreta dorsal Martin, que más tarde fue sustituida en los demás prototipos y Lincoln de producción por una Bristol. El segundo prototipo realizó su primer vuelo el 13 de noviembre del año en curso y a partir de ese momento se estableció un programa de fabricación para un total de 2.254 aparatos, repartidos entre las factorías Avro de Chadderton y Yeadon , la Metropolitan-Vickers de Trafford Park, Mánchester y dos de Armstrong Whitworth Aircraft. Sin embargo, al finalizar la contienda se revocaron la mayoría de los contratos de fabricación, por lo que solo llegaron a ser construidos en el Reino Unido tres prototipos, 72 Mk I y 465 MK II, siendo el último avión entregado por Avro en la primavera de 1946; Armstrong entregó su último ejemplar de los 299 construidos en abril de 1951. También se establecieron líneas de producción separadas en Canadá (Victory Aircraft) y Australia, aunque, como consecuencia del final de la guerra, la producción en Canadá se detuvo después de que solo se había construido un solo Mk XV. La producción en Australia siguió adelante: los Lincoln que se fabricaron allí fueron operados por la Royal Australian Air Force (RAAF).

### Desarrollo adicional
Un avión patrón Lincoln B II Mk XV fue completado en Canadá por Victory Aircraft al que siguió un pedido de seis unidades para la RCAF que se canceló poco después del final de las hostilidades. Junto con otros dos aviones Lincoln (Mk I y Mk II) prestados por la RAF, la RCAF evaluó brevemente el tipo durante la posguerra. El Lancaster V/Lincoln II difería principalmente en que estaba equipado con motores Merlin 68A.
Antes de que se desarrollara el Lincoln, el gobierno australiano ya había formulado planes por su Departamento de Producción de Aeronaves (DAP), más tarde conocida como Government Aircraft Factory (Fábrica de Aeronaves del Gobierno) (GAF), para construir el anterior Lancaster Mk III. En su lugar, se decidió continuar con la fabricación de una variante del Lincoln I para reemplazar a los Consolidated B-24 Liberator, que fue redesignado como Lincoln Mk 30. Este modelo que fue fabricado entre 1946 y 1949, tiene la distinción de ser el avión más grande jamás construido en Australia. La RAAF realizó pedidos por un total de 85 Lincoln Mk 30, aunque solo se produjeron 73. Los primeros cinco ejemplares australianos ( A73-1 a A73-5 ) se ensamblaron en Fishermans Bend, Victoria, utilizando una gran proporción de componentes importados de fabricación británica. El 17 de marzo de 1946 el A73-1 realizó su vuelo debut; el primer Lincoln, construido completamente en Australia, A73-6, se entregó formalmente en noviembre de 1946. El Mk 30 inicialmente contaba con cuatro motores Merlin 85, esta motorización se cambió más tarde a una combinación de dos Merlin 66 y dos Merlin 85. Una versión posterior mejorada, designada como Lincoln Mk 30A, estaba propulsado por cuatro Merlin 102. Durante la década de 1950, la RAAF modificó en gran medida algunos de sus aviones Mk 30 para realizar misiones de guerra antisubmarina (ASW), re-designándolos como Lincoln GR.Mk 31. Estos aviones tenían un morro alargado en 1,98 m para albergar el equipo acústico de detección submarino y dos operadores, tanques de combustible más grandes para proporcionar a la aeronave una resistencia de vuelo de 13 horas y una bahía de bombas modificada para alojar torpedos. De acuerdo con los comentarios de sus pilotos, el Lincoln Mk 31 era particularmente difícil de aterrizar por la noche, ya que el bombardero usaba una rueda trasera y el largo morro obstruía la vista de la pista por parte del piloto. En 1952 18 aviones fueron reconstruidos a dicho estándar. Diez se actualizaron posteriormente al estándar MR.Mk 31, que incluía la adopción de un radar actualizado.
Otros aviones también derivaron del Lincoln. Un avión dedicado a la patrulla marítima, designado Avro Shackleton , fue desarrollado para la RAF y la Fuerza Aérea de Sudáfrica (SAAF). Además, Avro decidió desarrollar un avión comercial, conocido como Avro Tudor , que aprovechaba componentes del Lincoln, como sus alas, en combinación con varios elementos nuevos, como la adopción de un fuselaje presurizado, para realizar operaciones de pasajeros.

## Historial operacional

### Royal Air Force
Las entregas de los Lincoln B.I a la RAF comenzaron en febrero de 1945. Al terminar la guerra habían sido probados y enviados a unidades de mantenimiento como la Unidad de Telecomunicaciones en Vuelo de Defford, la Unidad de Desarrollo de Torpederos de Gosport, Rolls-Royce de Hucknall para pruebas de motores y unas 50 unidades a la base de pruebas de Boscombe Down. La Unidad de Desarrollo de Bombarderos de Felwell recibió sus primeros Lincoln en mayo de 1945, y en agosto se recibió una dotación inicial de tres aviones B.II para su escuadrilla de pruebas, el 57.º escuadrón con base en East Kirkby, Lincolnshire. Los B.II estaban propulsados por motores Merlin 66 o 68 y se les había instalado una torreta dorsal Bristol B17, una trasera Boulton Paul «D» y un radar Mk IIIG H²S. También en agosto de 1945, el 75.º escuadrón (Nueva Zelanda) comenzó a reequiparse con el Lincoln en Spilsby, Lincolnshire; sin embargo, este escuadrón había recibido solo tres aviones antes de la rendición del Japón y se disolvió rápidamente a partir de entonces. Había sido asignado a las unidades de la Tiger Force de la British Commonwealth; la fuerza de bombarderos pesados, con la intención de participar durante la II Guerra Mundial en las operaciones aliadas contra el continente japonés, pero la guerra terminó antes de que el Lincoln entrara en servicio.
Durante el clima de posguerra, el Lincoln equipó rápidamente a los escuadrones de bombarderos de la RAF. Se construyeron cerca de 600 unidades para equipar un total de 29 escuadrones de la RAF, la mayoría de los cuales tenían su sede en el Reino Unido. Fueron complementados y reemplazados parcialmente por 87 Boeing Washington, prestados por la USAF, que tenían un mayor alcance y podían alcanzar objetivos dentro de la Cortina de Hierro. Pequeñas cantidades se mantuvieron en uso con los escuadrones 7.º, 83.º y 97.º hasta finales de 1955, momento en el que el tipo fue eliminado, siendo reemplazado por los bombarderos English Electric Canberra.
Durante la década de 1950, los Lincoln de la RAF participaron en misiones de combate en Kenia durante la Rebelión del Mau Mau siendo operados desde la base de Eastleigh. El Lincoln también se desplegó en Malaya durante la llamada Emergencia Malaya, donde se usaron contra insurgentes alineados con el Partido Comunista de Malaya. En el teatro malayo, fueron operados desde las bases aéreas de Changi y Tengah, ambas en Singapur.
El 12 de marzo de 1953, el Lincoln RF531 «C» de la Caparatosentral Gunnery School fue derribado a 32 km al NE de Lüneburg, Alemania, por varios MiG-15 soviéticos mientras volaba a Berlín en un vuelo de reconocimiento por radar, resultando en la muerte de los siete miembros de la tripulación.

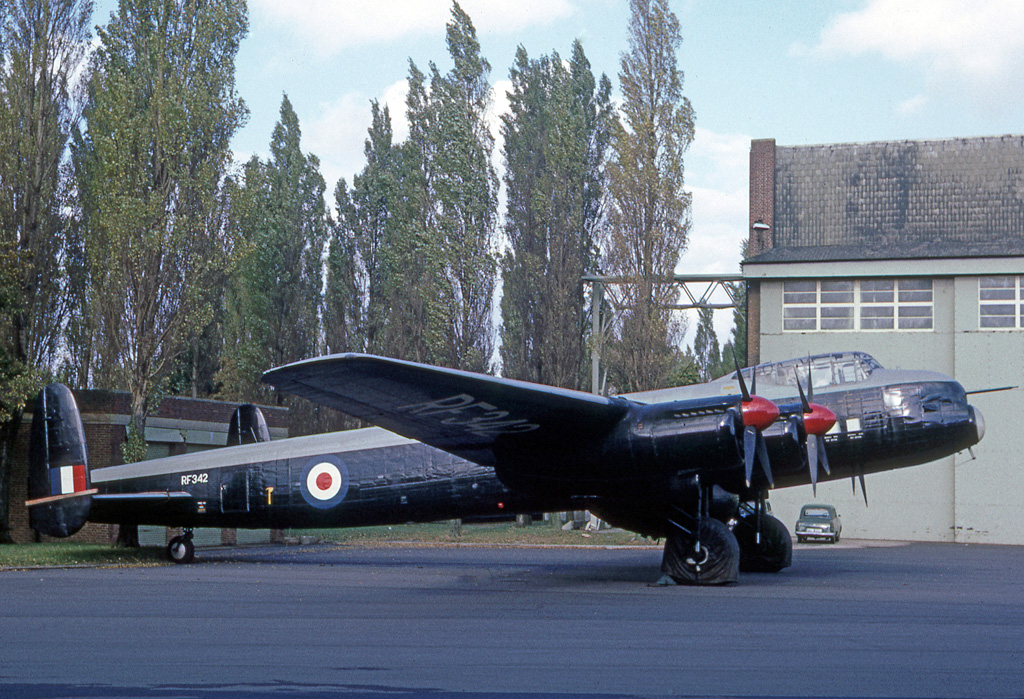
Avro Lincoln RF342 fotografiado en 1966 en la base aérea de Cranfield, Inglaterra.

En noviembre de 1955, cuatro miembros del Escuadrón N.º 7 de la RAF fueron separados para realizar tareas en territorios británicos en el Medio Oriente. En Baréin, llevaron a cabo patrullas fronterizas de los Trucial States de entonces. Cuando el 7.º escuadrón se disolvió en diciembre de 1955, las cuatro tripulaciones separadas y sus aviones se convirtieron en el N.º 1426 Flight RAF, oficialmente una unidad de reconocimiento fotográfico. Más tarde fue enviado a Aden, llevando a cabo patrullas durante la Emergencia de Aden.
A medida que los Lincoln de la RAF se volvieron inservibles, principalmente debido al desgaste progresivo, fueron reemplazados por una variedad de aviones a reacción. Los Lincoln de comando de bombardero fueron eliminados a partir de mediados de la década de 1950 y habían sido reemplazados por completo por otros tipos de bombarderos en 1963. Los últimos Lincoln en servicio de la RAF fueron cinco operados por el Escuadrón N.º 151, basados en Watton, Norfolk, que fueron retirados el 12 de marzo de 1963.

### Real Fuerza Aérea australiana

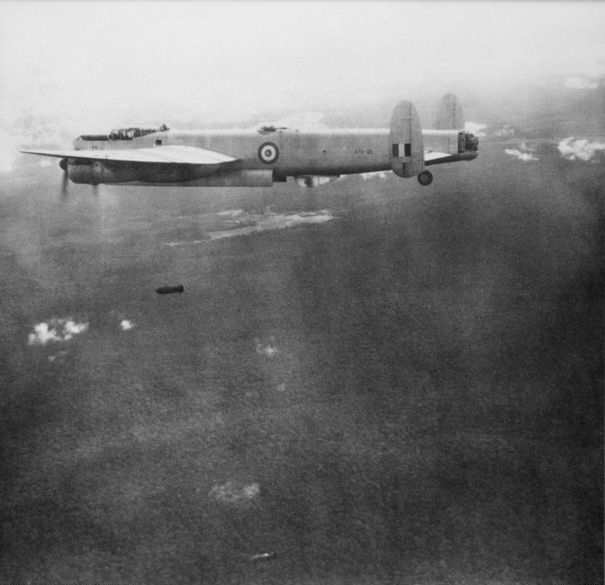
Avro Lincoln Bomber A73-33 del Escuadrón N.º 1 de la RAAF en una misión de bombardeo sobre la selva malaya. Se pueden ver dos bombas de 500 lb cayendo desde el avión

Desde finales de 1946, los Lincoln construidos en Australia se introdujeron por fases en el Ala N.º 82 en la Base Amberley de la RAAF en Ipswich, Queensland; el tipo reemplazó rápidamente a los bombarderos Consolidated B-24 Liberator que habían sido operados por los escuadrones N.os 12, 21 y 23. En febrero de 1948, estas unidades fueron renumeradas como 1.º, 2.º y 6.º escuadrones respectivamente; un cuarto escuadrón, el 10.º, se formó el 17 de marzo de 1949 en la base de las RAAF en Townsville como unidad de reconocimiento.
Durante la década de 1950, los Lincoln de las RAAF participaron en operaciones de combate en Malaya, operando junto con ejemplares de la RAF. La RAAF basó los B.Mk 30 del Escuadrón No.1 en Tengah, durante la duración de las operaciones en Malaya.
Estos Lincoln sirvieron con el Escuadrón n.º 10 en RAAF Base Townsville , Garbutt, Queensland ; sin embargo, el descubrimiento de corrosión en los largueros del ala condujo a la jubilación prematura del tipo en 1961. El Lincoln MR.31 fue la variante final en ver el servicio en Australia.

### Fuerza Aérea Argentina

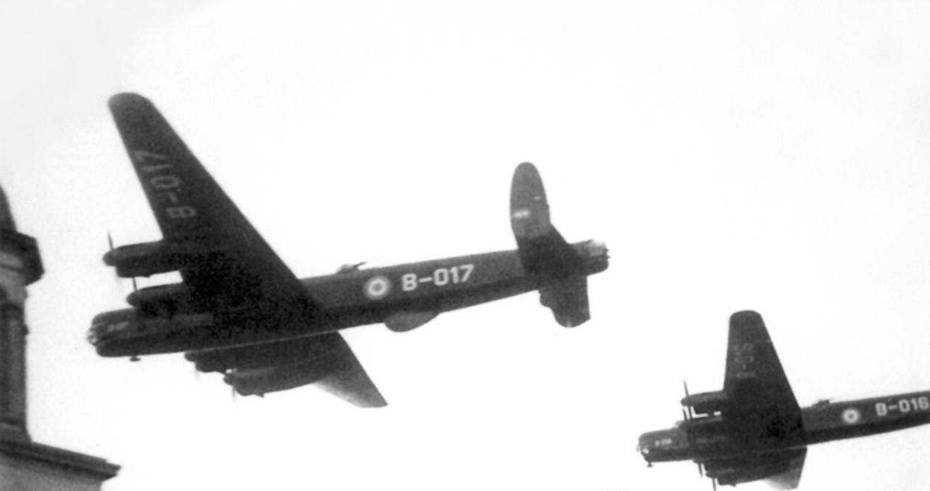
Formación de Avro Lincoln durante un desfile de la Fuerza Aérea Argentina en los años 50.

Desde 1947, el bombardero Lincoln sirvió con la Fuerza Aérea Argentina; Argentina había adquirido un total de 30 aviones, junto con un lote de 15 Lancaster de segunda mano. La adopción del Lincoln le dio a Argentina la fuerza de bombardeo más poderosa en Sudamérica. Dieciocho de estos Lincoln eran de reciente construcción, y los otros doce ex aviones de la RAF. En 1947, el tipo entró en servicio con el Grupo de Bombardeo de la V Brigada Aérea. A principios de 1965, once de ellos seguían en uso operativo, la mayoría de se retiraron durante el próximo año. En 1967, los últimos ejemplares del Lincoln fueron retirados. 
Los aviones argentinos fueron utilizados en misiones de bombardeo contra rebeldes nacionales. Se desplegaron durante el intento de Golpe de Estado en Argentina del 28 de septiembre de 1951 . El tipo también fue utilizado tanto por el gobierno como por las fuerzas rebeldes durante la Revolución Libertadora de 1955, que resultó en la deposición del presidente argentino Juan Domingo Perón .
Estos aviones también se usaron para llevar a cabo suministros aéreos en apoyo de las operaciones argentinas en la región antártica. En 1948, uno de los bombarderos fue devuelto a Avro para ser modificado en la base RAF Langar, Nottinghamshire para permitirle operar estos vuelos de apoyo a la Antártida; los cambios incluyeron la adición de conos de morro y cola del Avro 691 Lancastrian , tanques de combustible adicionales y la eliminación del armamento; esto llevó a que el avión se convirtiera en el primer Avro Lincolnian. Modificado como tal, la aeronave recibió un registro civil y fue nombrada Cruz del Sur; realizó su primer vuelo de suministro aéreo a la estación científica antártica de San Martín en diciembre de 1951.

## El uso en la investigación de motores aeronáuticos

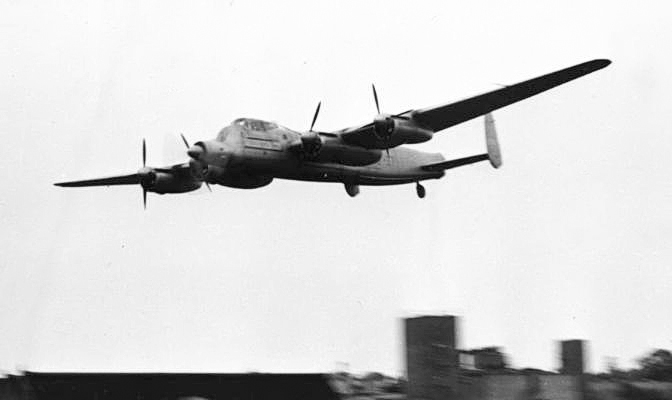
Avro Lincoln G-37-1 en Farnborough volando solo con el Tyne, los cuatro Merlin están apagados

Los Lincoln fueron empleados frecuentemente como bancos de pruebas en el desarrollo de nuevos motores a reacción. Los RF403, RE339/G y SX972 volaron con un par de turbopropulsores  Armstrong Siddeley Python en lugar de los Merlin, y se usaron para el programa de prueba de caída de la carcasa balística para el arma atómica Blue Danube . El  RF530 mantuvo sus Merlin pero llevaba un turbopropulsor Napier Naiad en el morro; más tarde voló con el registro de prueba civil de "Clase B" G-37-1 con un Rolls-Royce Tyne instalado de manera similar; se exhibió en el show de la Sociedad de Constructores de Aeronaves Británicas (SBAC) de 1956, haciendo un vuelo a baja cota con solo el Tyne funcionando; los cuatro Merlin se apagaron. El SX973 llevaba un turbo-compound diésel Napier Nomad instalado en una instalación similar montada en el morro, y el RA643 voló con un turborreactor Bristol Phoebus en la bahía de bombas, y el SX971 tenía un Rolls-Royce Derwent de poscombustión montado ventralmente.

## Variantes
- Lincoln B.I: versión de bombardeo de largo alcance para la RAF; propulsado por 4 motores Rolls-Royce Merlin 85 de 1750 CV (1305 kW).
- Lincoln B.2: versión de bombardeo de largo alcance para la RAF; propulsado por cuatro Rolls-Royce Merlin 66, 68A y 300. Construidos por Avro, Armstrong-Whitworth y Vickers-Metropolitan.
- Lincoln Mk.3: un Lincoln Mk IV preparado para lucha antisubmarina y reconocimiento lejano; de este aparato derivo el Avro Shackleton.
- Lincoln Mk.15: designación de un ejemplar construido por la Victory Aircraft de Canadá.
- Lincoln Mk.30: versión de bombardeo de largo alcance para la RAAF.
- Lincoln Mk.30A:versión de bombardeo de largo alcance para la RAAF, con morro alargado.
- Lincoln Mk.31: versión de lucha antisubmarina y reconocimiento marítimo para la RAAF.

## Especificaciones

### Características generales
- Tripulación: 7
- Longitud: 23,86 m
- Envergadura: 36,58 m
- Altura: 5,3 m (17,3 ft)
- Peso vacío: 19 686 kg
- Peso máximo al despegue: 34 019 kg
- Planta motriz: 4× Lineal V12 Rolls-Royce Merlin 85.
  - Potencia: 1750 HP cada uno.
- Hélices: 1× de cuatro palas por motor.

### Rendimiento
- Velocidad nunca excedida (Vne): 475 km/h a 4750 m
- Velocidad crucero (Vc): 346 km/h a 6100 m
- Alcance en combate: 2366 km
- Techo de vuelo: 9295 m

### Armamento
- Armas de proyectiles: 2 ametralladoras Browning M2 12,7 mm; torretas en morro, dorsal y cola, 2 cañones Hispano de 20 mm en torreta dorsal
- Bombas: Hasta 6350 kg en bodega interna

## Operadores
- Argentina
  - Fuerza Aérea Argentina
- Australia
  - RAAF
- Reino Unido
  - RAF

## Sobrevivientes

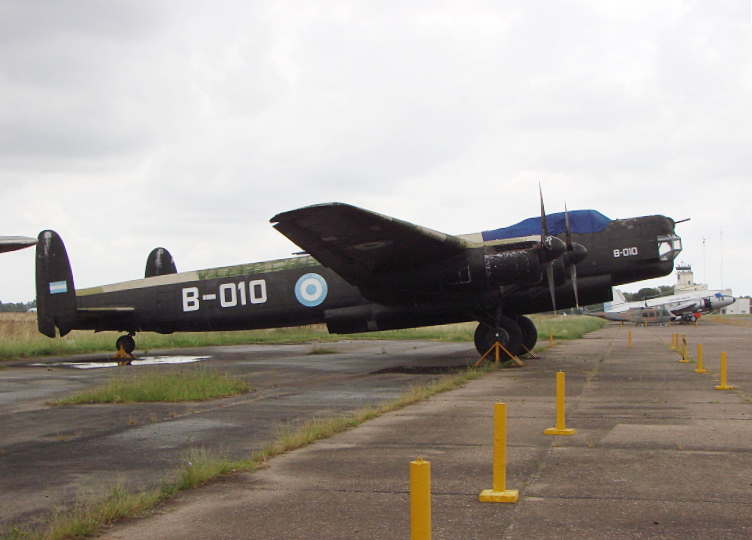
B-004 expuesto en el Museo Nacional de Aeronáutica en Argentina.

Cuatro aviones han sobrevivido:
Lincoln II B-004
Mostrado como B-010 en el Museo Nacional de Aeronáutica de Argentina en Morón (Buenos Aires), Argentina
Lincoln II B-016
Un guardián a la entrada de la Base Villa Reynolds, Provincia de San Luis, Argentina.
Lincoln II RF342
Almacenado para futura restauración en el Australian National Aviation Museum, Melbourne, Australia.
Lincoln II RF398
En exposición en el Royal Air Force Museum, Reino Unido.